# Keolis Tarbes Lourdes Pyrénées
Keolis Tarbes Lourdes Pyrénées (anciennement Keolis Grand Tarbes) est une filiale de Keolis qui gère TLP Mobilités, le réseau urbain de bus de la Communauté d'agglomération Tarbes-Lourdes-Pyrénées depuis le 17 octobre 2020.

## Organisation

### Autorité organisatrice
La Communauté d'agglomération Tarbes-Lourdes-Pyrénées est l’autorité organisatrice des transports urbains (AOTU) pour son territoire.
L'agglomération définit l'offre de transport (tracé des lignes, fréquence de passage…), la politique tarifaire, supporte les gros investissements, contrôle la gestion de l'exploitant et met aussi à disposition du délégataire le dépôt et les autobus.

### Exploitant
L'exploitation est confiée à Keolis Tarbes Lourdes Pyrénées, société filiale de Keolis. Keolis Tarbes Lourdes Pyrénées est liée à l'agglomération par un contrat de délégation de service public de 8 ans (2020-2028).
Keolis Tarbes Lourdes Pyrénées, assure la gestion du réseau et veille à son bon fonctionnement et met en œuvre tous les éléments susceptibles de contribuer au développement de l'utilisation des transports en commun : formation du personnel, démarche qualité, politique commerciale, études générales.

Logo de 1994 à 2017
Logo depuis le 9 octobre 2017
Logo depuis 2020

### Intercommunalité
La Communauté d'agglomération Tarbes-Lourdes-Pyrénées remplace depuis 2017 la Communauté d'agglomération du Grand Tarbes, qui regroupait 15 communes de l'agglomération tarbaise, celles desservies par le réseau Alezan.

## Réseau
Le réseau nommé TLP Mobilités, entré en service le 17 octobre 2020.
Le 6 octobre 2011, Gérard Trémège, Président du Grand Tarbes et Guy le Roux directeur Délégué de Keolis Gascogne Océan ont signé pour 7 ans et 8 mois la convention par laquelle le Grand Tarbes confie au délégataire l'exploitation des services de transports sur le territoire de l'agglomération.
Outre le réseau actuel ce contrat comporte des options nouvelles:
- Essai de desserte de Sarrouilles et Salles-Adour dès novembre 2011 abandonnées en avril 2012
- Juin 2012 : desserte du Parc d'Activités des Pyrénées et du quartier de l'Arsenal/cinéma
- Septembre 2012 : amélioration de la desserte de Bordères
- Novembre 2012 : extension de la navette électrique de centre-ville
- Octobre 2014: introduction de deux cartes magnétiques pour les passagers : les abonnés seront dotés d'une carte Pastel, les cartes moderato sont remplacées par des cartes rechargeables
- Janvier 2015 : nouvelle ligne du Parc de l'Adour.

Le réseau Alezan comporte également un service de transport à la demande pour les 5 communes qui ne sont pas desservies par les lignes régulières et un service (Handibus) à destination des personnes en situation de handicap.
De plus, le futur schéma départemental de coopération intercommunale ayant conduit à la création de la Communauté d'agglomération Tarbes-Lourdes-Pyrénées, qui englobe de fait les réseaux de bus Alezan Bus et MonCitybus, pourront entraîner des modifications à cette convention.

### Sous-traitance
Le réseau est essentiellement exploité par Keolis Tarbes Lourdes Pyrénées,